# Dasmurt
 (mai 2017).
Dasmurt (persan : داسمورت romanisé en Dāsmūrt) est un village dans la province du Khouzistan en Iran. Lors du recensement de 2006, sa population était de 53 habitants répartis dans 6 familles.